# Брустури (Салаж)
Брустури (рум. Brusturi) насеље је у Румунији у округу Салаж у општини Креака. Oпштина се налази на надморској висини од 240 m.

## Становништво
Према подацима из 2002. године у насељу је живело 192 становника, од којих су сви румунске националности.